# Lasiommata hindukushica
Lasiommata hindukushica is een vlinder uit de familie van de Nymphalidae, uit de onderfamilie van de Satyrinae. De soort is voor het eerst wetenschappelijk beschreven als Pararge hindukushica door Colin William Wyatt en Keiichi Omoto in een publicatie uit 1966.
De soort komt voor in Afghanistan.